# Колегіум єзуїтів (Полоцьк)
Полоцький єзуїтський колегіум — середній навчальний заклад єзуїтів у Полоцьку від 1580 року. А з 1812 року — вищий навчальний заклад Полоцька єзуїтська академія.

## Історія
Єзуїтський колегіум був заснований в 1580 (або в 1581 році) Петром Скаргою як середній навчальний заклад єзуїтів.
Того ж року на острові Західної Двіни був побудований будинок колегіуму. В 1-й половині XVII ст. після пожежі був побудований дерев'яний костел Святого Стефана і будівлі колегіуму і училища на новому місці між Верхнім замком і посадом. У 1750 році була побудована кам'яна 3-поверхова будівля.
Колегіум поступово розвивався до 1772 року, коли після першого поділу Речі Посполитої східна частина Білорусі була долучена до Російської імперії. У числі приєднаних до Росії міст був і Полоцьк. Через рік після цієї події, в 1773 році, діяльність ордена єзуїтів була заборонена рішенням Папи Римського. Однак Катерина II таке рішення не підтримала і на території імперії єзуїти продовжили свою діяльність. Полоцьк фактично став їх столицею. Більш того, з 1777 року при Полоцькому колегіумі було відкрито єдиний в тогочасній Європі єзуїтський новіціат (установа для підготовки ченців).
При колегіумі створювалася і найбільша бібліотека міста. Бібліотека Полоцького єзуїтського колегіуму стала одним із центрів інтелектуального життя Білорусі, була предметом постійної турботи полоцьких єзуїтів. При колегіумі діяла друкарня.

### Перетворення на академію
15 червня 1812 року відбулася урочисте відкриття Полоцької єзуїтській академії, на якому були присутні білоруський генерал-губернатор герцог Олександр Вюртембергський, греко-католицький архієпископ Іоан Красовський та інші.
У 1812 році колегіум перетворюється в єзуїтську академію наук і прирівнюється до університету.

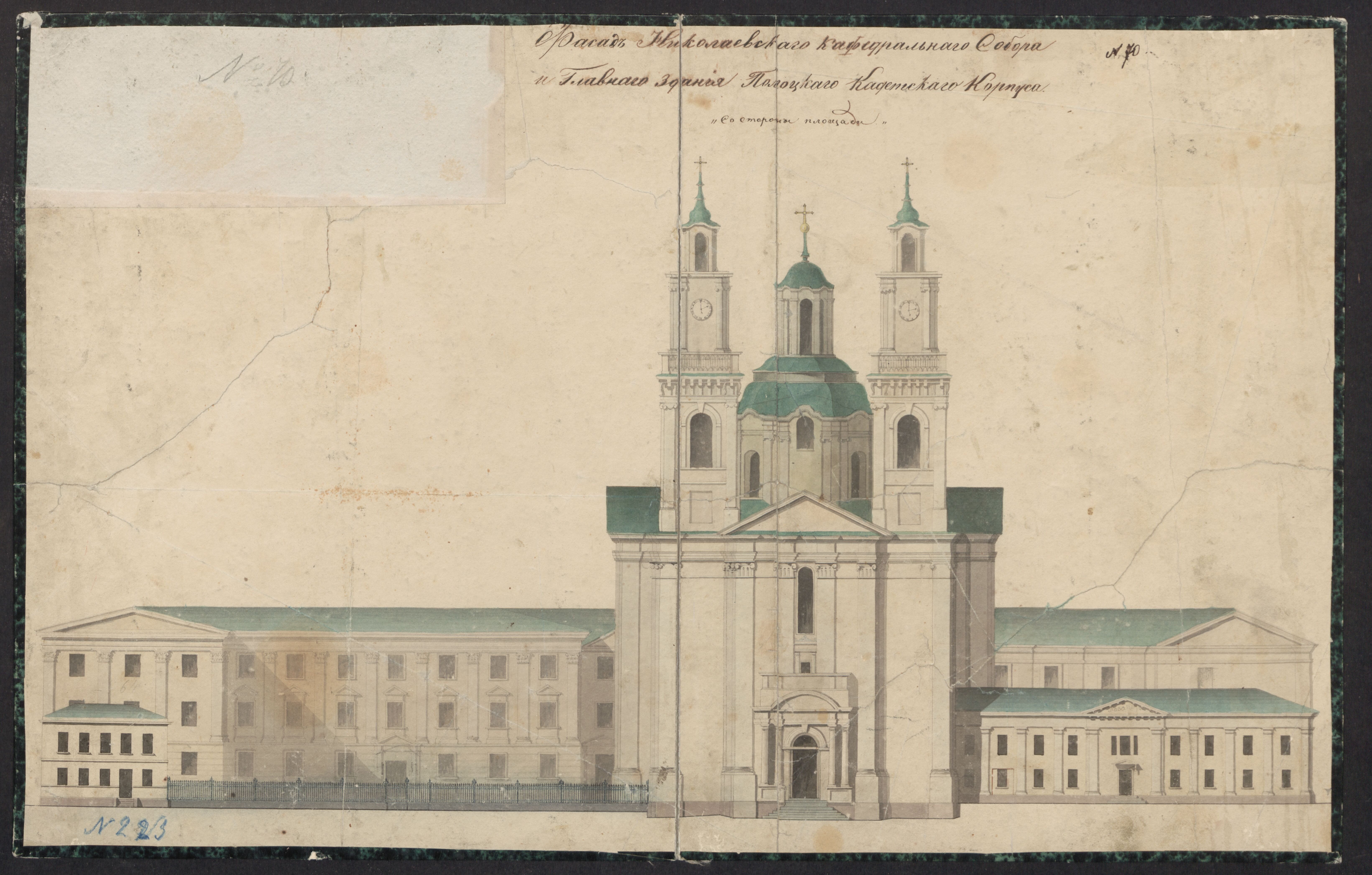
Костел і академія єзуїтів. Абмери, 1828

Полоцька єзуїтська академія була єдиним вищим навчальним закладом на сучасній території Білорусі в першій чверті XIX ст. На час заборони діяльності єзуїтського ордену в Росії (1820) академія налічувала 112 єзуїтів.
При Полоцької академії існував конвікт (інтернат) для малозабезпечених учнів.

### Після закриття
У колишньому колегіумі з 1835 року розмістився Полоцький кадетський корпус. До західного крила головної будівлі приєднується нова частина, зведений будинок директора і 6 службових будівель.

### Руйнування
У 1944 році, після вигнання німців з Полоцька, який тимчасово був обласним центром, у приміщенні колишнього колегіуму знаходилося кілька адміністративних установ і шпиталь. Тут же в аварійних умовах проживало більше ста сімей полочан. У другій половині 1950-х рр. було здійснено спробу відновити будівлю і пристосувати її під Суворівське військове училище, але безрезультатно. Стан пам'ятки, залишеної без нагляду, надалі погіршувався. До Полоцьку стали навідуватися республіканські і обласні комісії з Мінська і Вітебська. Остання з них, очолювана тодішнім заступником голови Ради Міністрів УРСР В. Г. Каменських і головою Держбуду БРСР архітектором В. А. Королем ухвалила рішення про «недоцільність і неможливість» відновлення комплексу. Будівлі були зняті з обліку пам'яток історії та культури. На їх знищення «цільовим призначенням» з бюджету області було виділено 30 тисяч рублів. У січні 1964 року костел Святого Стефана і частина колегіуму були підірвані. Після руйнування утворилося близько 50 тисяч кубічних метрів «високоякісної цегли і щебеню, які підприємствами і населенням протягом року були використані на благоустрій міста». «За добре виконані роботи по знищенню будівлі кадетського корпусу в місті Полоцьк» учасникам акції було оголошено подяку, двох із них нагороджено почесними грамотами міськвиконкому. Ці документи по реалізації цього акту вандалізму, тривалий час надійно заховані від зацікавлених в Полоцькому архіві, було опубліковано в першому номері історико-літературного журналу «Полоцький літописець».
На місці зруйнованих будівель у 1976—1979 рр. зведений «престижний» дев'ятиповерховий житловий будинок для провінційної еліти. Від колегіуму, прихованого за цією будівлею, збереглися в катастрофічному стані тільки південна частина головного корпусу і західне крило.

### Часткове відновлення будівлі

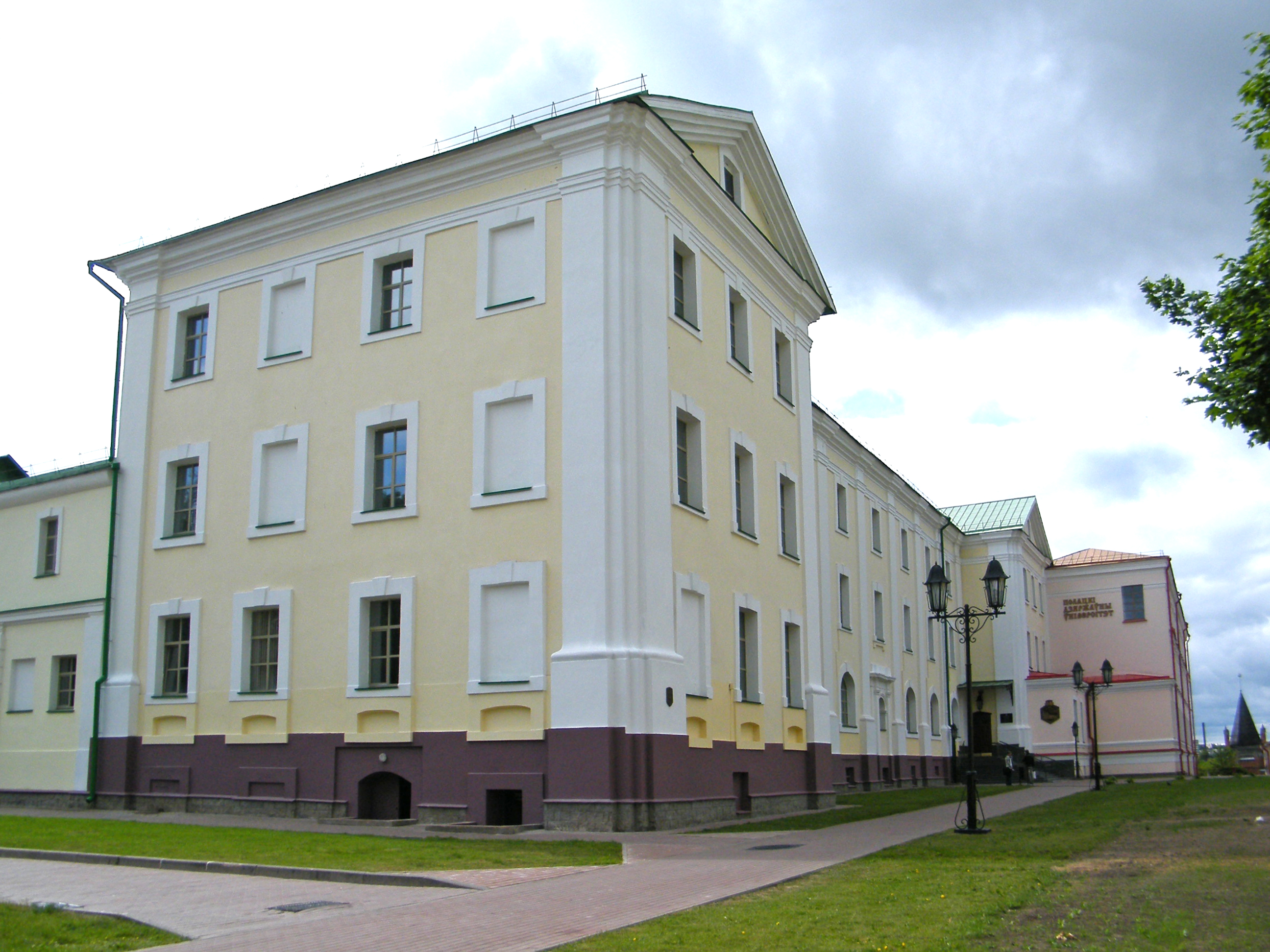
Будинок колишнього колегіуму

У 2005 році комплекс будівель колишнього колегіуму був реконструйований і переданий Полоцькому державному університету. Сучасний Полоцький університет прагне до наступності з традиціями колегіуму та академії єзуїтів.

## Архітектура
Мурований колегіум в Полоцьку вважався найбільшим серед монастирів Білорусі. До величного мурованого костелу прилягали дерев'яні споруди. З 1750 року на місці знищеного вогнем монастиря зведено мурований. Високі ґрунтові води змусили вжити спеціальних заходів при будівництві: в основу головної будівлі були закладені надземні кам'яні водостоки, які дренували ґрунт, в стінах вбудовані вентиляційні ходи, склепіння обладнано водоспусками.
Величезний Е-подібний в плані триповерховий колегіум займав площу 7180 м². Перед його довгим без виступів фасадом відкривався чудовий краєвид: під вікнами, на терасі, утвореної схилом й укріпленою кам'яною підпірною стінкою, був закладений регулярний сад. Нижче текла повноводна Двіна, за нею лежала Зарічна, нижча частина Полоцька і далі — рівні поля і ліси. В сторону саду був орієнтований парадний вхід до колегіуму. Вестибюль з'єднувався з великою парадною (річною) їдальнею, що знаходилась у середньому виступі колегіуму. Виступ досягав по висоті інших триповерхових частин колегіуму. Підлога в їдальні дерев'яна тільки біля стін, посередині була з кахлів і з опалювальними каналами. На стінах висіли картини, амвон праворуч від входу був оброблений стуко.
До їдальні примикала одноповерхова кухня. Над нею знаходився музей з бібліотекою, що в різьблених шафах з позолоченими бюстами містила понад 23 тисяч томів. Решта приміщень поділялися кам'яними стінами й сполучалися коридором, що огинав усю будівлю. Перекриття всіх поверхів — склепінні. Дах критий черепицею. Під цегляними і кахельними підлогами прокладені опалювальні канали. Каміни й печі майже не застосовувалися.
Паралельно поздовжній осі храму, з півдня, через вулицю будується триповерховий, без магазинів, корпус, закінчений до 1778 року. На першому поверсі знаходилася друкарня з книгарнею, на другому — училище, на третьому — театр із вбиральнями для акторів. У зв'язку з дедалі більшою кількістю учнів з північного боку прилаштовується двоповерховий конвікт (гуртожиток), звернений в плані під прямим кутом від костелу до побудованого раніше головної будівлі.
У 1780 р в Полоцьк приїжджала Катерина II. До цієї події відбудовуються в цеглі всі одно- і двоповерхові будівлі господарського двору. Вони розташовуються уздовж рову Нижнього замку, повертають на південь і завершуються двоповерховим флігелем з воротами, що ведуть на міст до Верхнього замку. Близько цього флігеля стояв будинок аптеки з лабораторією та сушильні (на горищі) для трав. У підвалах аптеки знаходився колодязь, з'єднаний системою водопровідних труб з усіма виробничими приміщеннями, що потребували води, та іншими монастирськими колодязями. Крім лямусу, стайні, візників, пекарні, коптильні, броварні тут працювали майстерні (слюсарна, токарні, столярна та ін.), а також суконна фабрика.

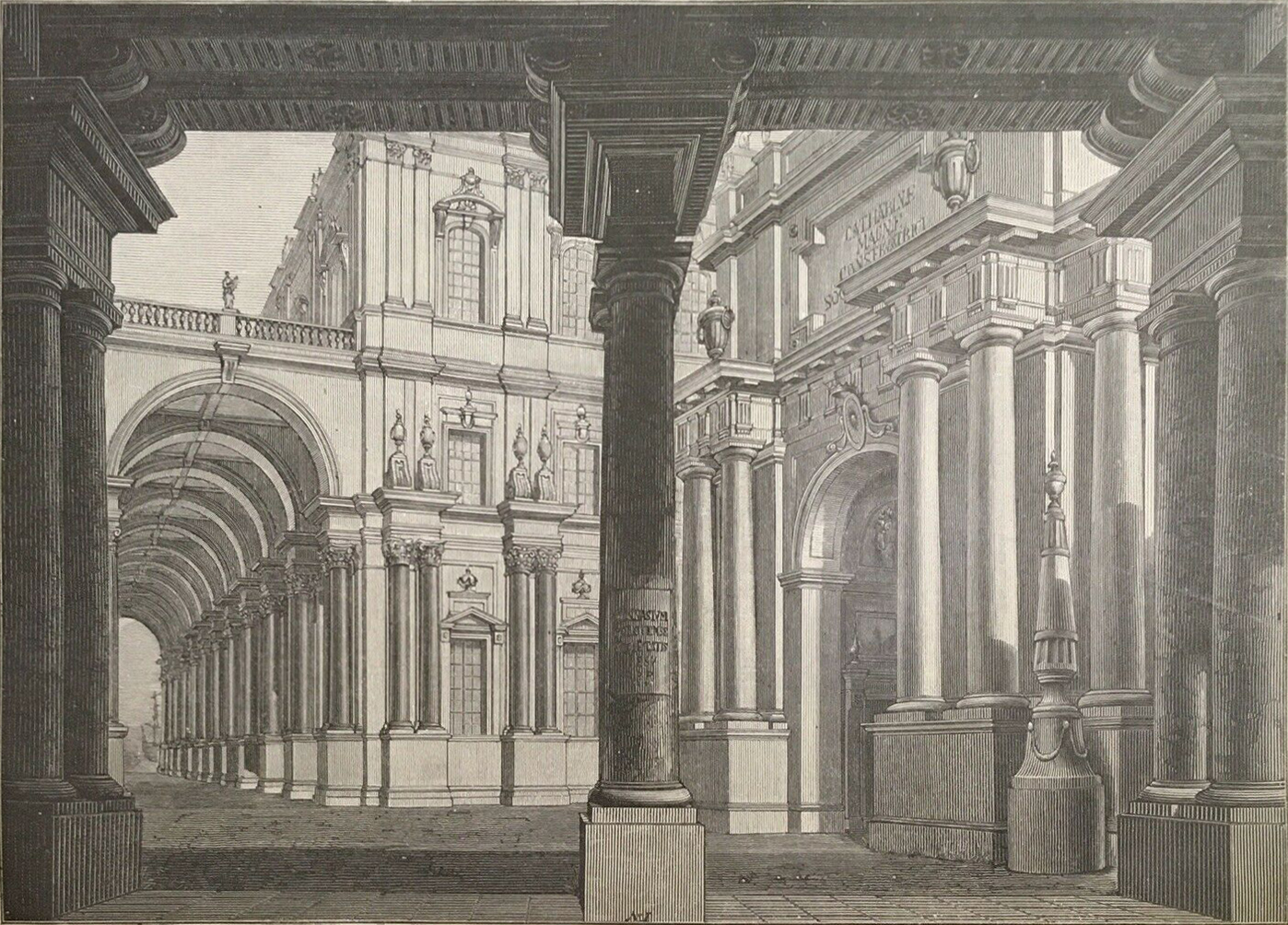
Проєкт реконструкції Полоцької академії, малюнок Г. Грубера

У 1785 р в Полоцьк приїжджає архітектор і математик Габріель Грубер, в подальшому керівник ордена. Театральний і головний корпуси з'єднуються з побудованим за його ініціативою корпусом, в якому розміщуються прикрашені фресками картинна галерея, музей, хімічна лабораторія, обсерваторія і кабінети (архітектурний, фізичний, природно-історичний, мінералогічний, етнографічний і ін.). Поруч з цим корпусом зробили центральний вхід до колегіуму. Останніми будівлями єзуїтів наприкінці XVIII в. стали два флігелі на південь від аптеки: бурса (у 1797 г. на 24 чоловік) і богодільня.
Колегіум і конвікт розчленовувалися зовні тосканськими пілястрами, поставленими в простінках, — це скупий, але виразний декор, особливо для будівлі, що розглядається здалеку. Подібний декор мали цивільні споруди в другій половині XVII ст. і багато монастирських будівель XVIII ст. Побудовані після 1773 року на південь від костелу триповерхові корпуси оброблялися красивими іонічними пілястрами, а вікна були обрамлені трикутними фронтонами.
На відміну від віддалених у глибину території колегіумів XVII ст. тут споруди звернені не тільки до головної площі міста, як у колегіумах XVIII ст., а ядро колегіуму — головний корпус — має план, конфігурація якого випливає з потреби створити грандіозний, видовжений, відкритий пейзажу фасад. Подібні принципи планування можна знайти в низці монастирів XVIII в. інших орденів.

## Освіта
Колегіум створювався як середній навчальний заклад класичного, переважно філологічного типу. Він був створений з ініціативи відомого єзуїта-проповідника Петра Скарги, який мав на меті виховання учнів в дусі відданості католицизму і справі ордена єзуїтів. У п'яти класах колегіуму викладалися латинська та грецька мови, риторика і поетика, антична література і Святе Писання. У період Речі Посполитої викладання велося польською мовою, після її поділу — введено російську мову. Відповідно до гнучкої ідеологічної стратегії єзуїтів, вони прагнули поєднувати схоластичну богословську освіту з гуманістичною світською культурою.
У 1620-х роках лекції з риторики, поетики і античної міфології в колегіумі читав поет і мислитель Н. К. Сарбевський. У 1797 р в колегіумі навчалося 336 студентів і 31 молодий чернець, які готувалися стати професорами. Викладанням займалися 24 професора.
У 1811 році бібліотека налічувала понад 40 тисяч томів і була найбагатшою колекцією книг в Білорусі. Основу книжкового фонду становили видання XVI–XVIII ст. польською, латинською, французькою та німецькою мовами, а також література, видана в Білорусі, в тому числі у власній друкарні академії. Серед них підручники з загальної географії та історії Риму, словники, твори письменників Я. Кохановського, П. Скарги, М. Карьцького, Н. Мусницького, А. Нарушевича і інших. У бібліотеці зберігалися також і давні рукописи, королівські грамоти та інші документи, дисертації, енциклопедичні видання і посібники з окремих дисциплін.

## Факультети
Полоцька єзуїтська академія мала факультети:
- Богослов'я,
- вільних мистецтв,
- мов (до реорганізації 1815 р.).

## Видатні випускники
- Мартин Почобут-Одляницький, астроном і просвітитель
- Владислав Дягілевич, католицький діяч, архітектор
- Валентин Ванькович, художник
- Антоній Фіялковський, римо-католицький діяч
- Ян Цивінський, єпископ, педагог, філантроп

## Викладачі
- Петро Скарга, польський релігійний діяч, засновник і ректор колегіуму
- Ігнат Івицький[be] (*1783-†1823) професор
- Бенедикт Дабшевіч, філософ, теолог
- Франтішек Деружинський, білоруський і американський релігійний діяч
- Адам Крупський (*1706-†1748) професор, священик Католицької Церкви, експерт права в законодавстві Великого Князівства Литовського, автор шкільного діалогу[2].